# Umeå Kommunföretag
Umeå Kommunföretag Aktiebolag är ett svenskt förvaltningsbolag som agerar moderbolag för de verksamheter som Umeå kommun har valt att driva i aktiebolagsform. Bolaget ägs helt av kommunen. 

## Bolag
Källa: 

### Helägda
- AB Bostaden i Umeå
- Dåva Deponi och Avfallscenter i Umeå AB
- Infrastruktur i Umeå Aktiebolag
- Kompetensspridning i Umeå AB
- Umeå Hamn Aktiebolag
- Umeå Energi Aktiebolag
- Umeå Parkerings Aktiebolag
- Umeå Vatten och Avfall Aktiebolag (Vatten och Avfallskompetens i Norr AB)

### Delägda
- NLC Ferry AB (Wasaline)
- Nolia Aktiebolag
- Norrlandsoperan Aktiebolag
- Science park i Umeå AB
- Umeå Biotech Incubator AB
- Uminova Expression AB
- Uminova Innovation AB
- Visit Umeå AB
- Västerbottens Museum Aktiebolag
- Väven i Umeå AB